# Ortrun Enderlein

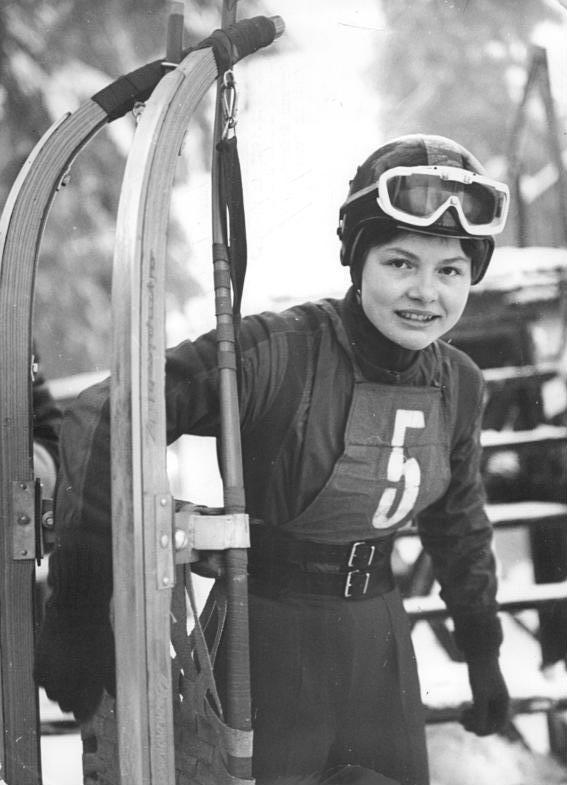
Ortrun Enderlein, 1965 vid de östtyska mästerskapen.

Ortrun Enderlein, gift Zöphel, född 1 december 1943 i Trünzig, är en inte längre aktiv tysk rodelåkare.
Enderlein startade sin idrottskarriär i ett handbollsteam. Sedan växlade hon till rodelåkning och hon tävlade för ett lag från Oberwiesenthal. Enderlein blev östtysk mästare 1964, 1965 och 1968. Vid de olympiska vinterspelen 1964 tävlande hon för det gemensamma tyska laget och hon vann guldmedaljen. Dessutom blev hon världsmästare 1965 samt 1967. Enderlein deltog vid de olympiska vinterspelen 1968 och hon hade ursprungligen den snabbaste tiden men hon diskvalificerades liksom hennes östtyska medtävlande på grund av att de hade värmt upp kälkens medar. Enderlein var från 1969 till 1990 medlem av Östtysklands Nationella olympiska kommitté. Hennes bror Klaus Enderlein är en framgångsrik motorcyklist.